# Flaga Polinezji Francuskiej
Flaga Polinezji Francuskiej – prostokątna z białym środkiem, na którym znajduje się godło państwa oraz czerwonymi pasami u góry i na dole. Została wprowadzona 23 listopada 1984.

## Historia
Flaga przypomina flagę państwową Królestwa Tahiti z lat 1829–1847, dlatego postanowiono w jej centrum umieścić emblemat państwowy.

## Opis
Flaga zawiera trzy poziome pasy. Dwa czerwone na górze i na dole oraz biały pośrodku, który jest podwójnej szerokości. Pośrodku białego pasa jest okrągły symbol państwowy: czerwona łódź polinezyjska z rozpiętym żaglem na tle fal morskich i promieni słońca.

## Flagi wysp wchodzących w skład Polinezji Francuskiej

Mangarewa
Markizy
Tuamotu
Tubuai

## Flagi lokalne

Bora Bora
Huahine
Makatea
Moorea
Nuku Hiva
Raiatea
Tahiti
Rimatara
Tahuata